# Tjapko Poppens

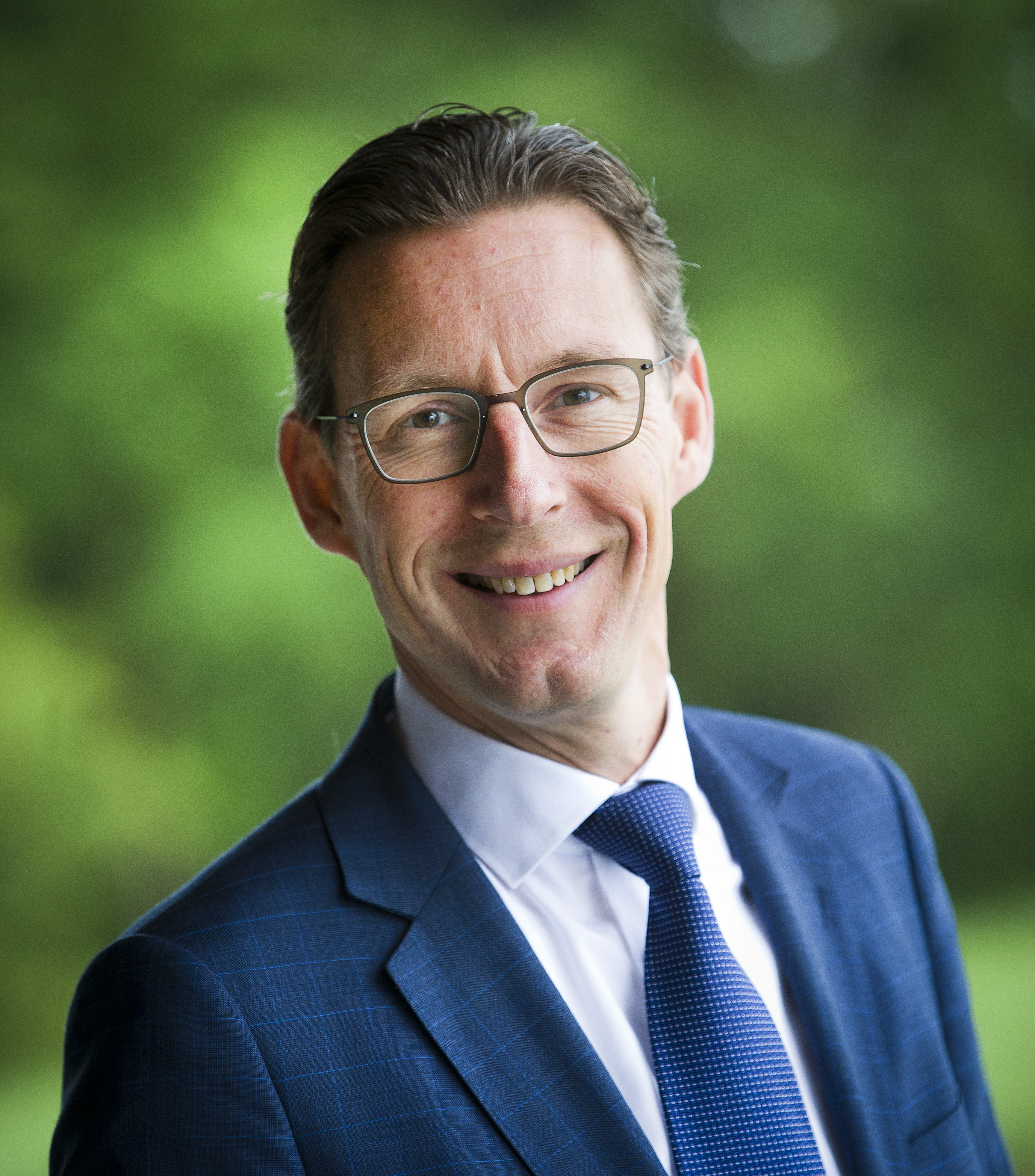
Tjapko Poppens (2019)

Tjapko Poppens (* 31. Juli 1970 in Groningen) ist ein niederländischer Politiker (VVD), der seit dem 28. Mai 2019 Bürgermeister von Amstelveen ist.

## Karriere
Poppens absolvierte ein Studium der Agrar- und Umweltökonomik an der Universität Wageningen mit dem Schwerpunkt Wirtschaft und Verwaltung. Nach seinem Studium ging er zur KLM. Zunächst war er in der Flugzeugwartung in verschiedenen Führungspositionen und dann als Chefsekretär in der Hauptverwaltung tätig. Im Jahr 2005 wechselte er zur Gemeinde Enschede, wo er die Positionen des Clustermanagers für Bau und Umwelt und des Direktors für Unternehmenspersonal innehatte. Darüber hinaus wurde er 2005 Ratsmitglied in Deventer und war dort ab 2007 Parteivorsitzender der VVD.
Von Dezember 2012 bis Mai 2019 war er Bürgermeister von Wijk bij Duurstede. Am 8. April 2019 nominierte der Stadtrat von Amstelveen Poppens als neuen Bürgermeister dieser Gemeinde. Am 10. Mai 2019 wurde bekannt gegeben, dass der Ministerrat die Nominierung akzeptiert und ihn mit Wirkung vom 28. Mai 2019 ernannt hat. An diesem Tag wurde Poppens in einer Sondersitzung des Stadtrats vereidigt. Tjapko Poppens ist verheiratet und Vater von drei Kindern.